# Westervoort
Westervoort là một đô thị và thị xã ở phía đông Hà Lan. Thị xã có hai sông chảy qua, sông Rhine và IJssel. Thị xã này có quan hệ gần gũi với Arnhem, thủ phủ Gelderland, tọa lạc bên bờ tây của sông IJssel còn bờ đông là Westervoort.
Có tuyến đường sắt chạy qua thị xã này nhưng không có nhà ga ở Westervoort. 

## Nhân vật địa phương nổi bật
- Theo Snelders (sinh năm 1963), thủ môn bóng đá